# Museum van instrumenten voor volksmuziek
Het Museum van instrumenten voor volksmuziek (Italiaans: Museo degli strumenti musicali popolari) is een museum in de Italiaanse provincie Trente. Het bevindt zich in de oude pastorie van de kerk Santa Brigida in Roncegno Terme. Er bevinden zich meer dan 500 muziekinstrumenten uit 53 landen over de hele wereld.

## Geschiedenis
De expositie van volksmuziekinstrumenten staat in het kader van de oprichting van een muziekacademie door het San Osvaldokoor uit Roncegno Terme. Deze academie richt zich in het bijzonder op traditionele volksmuziek. De activiteiten rond dit museum begonnen in 2011 met een eerste expositie van muziekinstrumenten op de begane grond van de oude pastorie naast de kerk. In de loop der jaren werd het hele pand in gebruik genomen voor het museum. Alle instrumenten in het gebouw zijn afkomstig van privécollecties en zijn door een grote groep donateurs beschikbaar zijn gesteld.

## Museum en muziektuin
De tentoonstelling is verspreid over zeven thematisch ingerichte zalen. De bezoeker krijgt zo de gelegenheid om als het ware een wereldreis te maken langs vele volkeren en hun muziekcultuur. De uitgestalde instrumenten zijn allemaal op traditionele wijze met de hand gemaakt. Erop zijn verfijnde decoraties te zien en alles is gemaakt van lokale materialen en soms ook helemaal van natuurlijke materialen.
Een van de zeven zalen is gewijd aan Roncegno en bevat muziekinstrumenten die afkomstig zijn van de gemeenschappen van Roncegno, Santa Brigida en de omliggende dorpen. Ook zijn er instrumenten die zijn gemaakt door lokale bewoners, met grondstoffen uit de plaatselijke omgeving. Verder is er een fototentoonstelling te zien, die momenten en personen uit het plaatselijke muzikale leven toont.
Buiten het gebouw bevindt zich een park met uitzicht op de vallei. De tuin is ingericht in vijf thematische hoeken. Een fruitboomgaard, een bloementuin, een muziektuin, een tuin met aromatische kruiden en een rozentuin geven de bezoeker de mogelijkheid om de geluiden, kleuren en geuren van de natuur te ervaren.